# Gare de La Rapée-Bercy
Ne doit pas être confondu avec Gare de Bercy-Ceinture ou Gare de La Rapée.
La gare de La Rapée-Bercy est une gare ferroviaire française désaffectée de la ligne de Petite Ceinture, située dans le 12e arrondissement de Paris, près de la porte de Bercy, en région Île-de-France.

## Situation ferroviaire
La gare de La Rapée-Bercy est située au point kilométrique (PK) 19,111 de la ligne de Petite Ceinture, aujourd'hui désaffectée, entre les gares du boulevard Masséna et de la rue Claude-Decaen.
La station Baron Le Roy de la ligne de tramway T3a se situe à proximité.

## Histoire

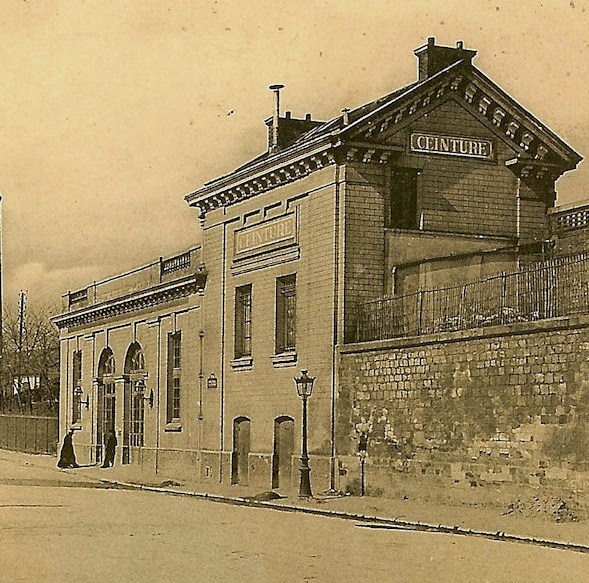
Le bâtiment aujourd'hui détruit.

Sur le trajet de la Petite Ceinture, la gare de La Rapée-Bercy permet d'assurer la correspondance avec les trains provenant de la gare de Lyon, qui s'arrêtent à Bercy-Ceinture, distante de quelques centaines de mètres à l'est. Reconstruite en 1907, en même temps que la gare de la rue Claude-Decaen, elle devient une gare à part entière, munie d'un bâtiment en ciment armé recouvert de briques.
Comme le reste de la Petite Ceinture, elle ferme au trafic voyageurs le 23 juillet 1934. Ensuite, les installations sont presque entièrement détruites et seul un quai subsiste.
De 2008 à mai 2019, d'anciennes voitures Corail y stationnent pour accueillir des personnes sans-abri.